# تلخ و شیرین (گیاه)
تلخ و شیرین یا تاج‌ریزی تلخ (نام علمی: 'Solanum dulcamara') گیاهی است از سرده بادنجان و تیره بادنجانیان. این گیاه بومی آفریقای شمالی است و در آسیا، اروپا و شمال آمریکا به فراوانی دیده می‌شود. زیستگاه این گیاه در جنگل‌ها، حاشیه کنار دریاچه‌ها و تالاب‌ها می‌باشد. گیاه تلخ و شیرین قابلیت رسیدن به بلندای ۴ متر را دارد ولی بیشتر بین ۱ تا ۲ متر ارتفاع دارد. برگ‌های این گیاه نوک پیکانی شکل دارند و به طول ۴ تا ۱۲ سانتیمتر می‌رسند. تلخ و شیرین یک گیاه سمی است. تکثیر این گیاه به روش کاشتن بذر می‌باشد، وقتی که بذرها به اندازه کافی رشد کردند آن‌ها را در گلدان جدا قرار می‌دهیم که برای این کار فصل بهار مناسب می‌باشد.

## نگارخانه

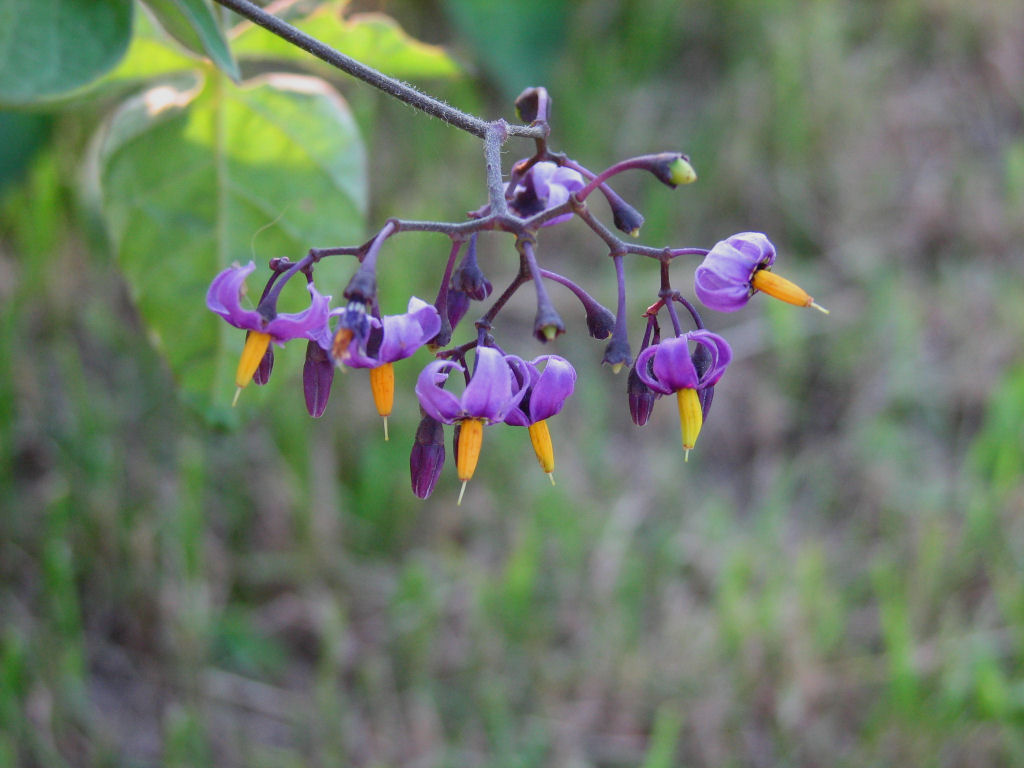
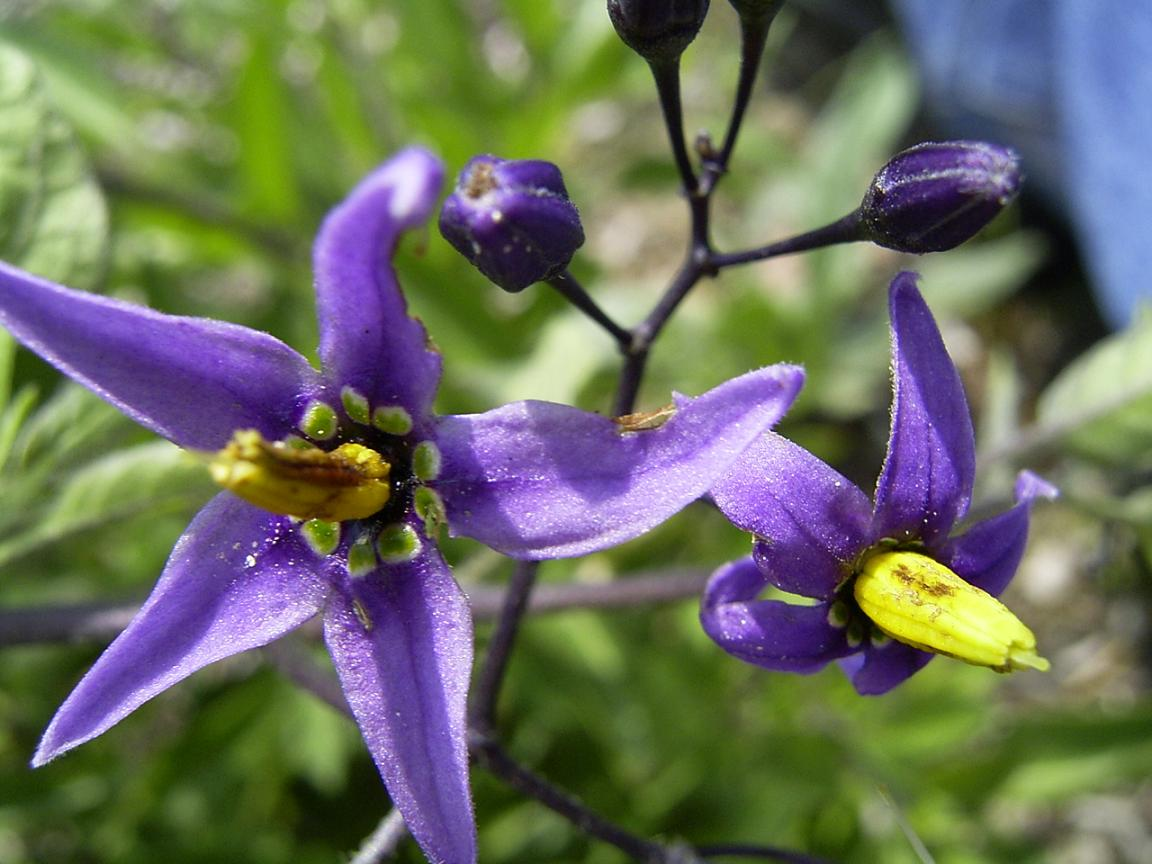
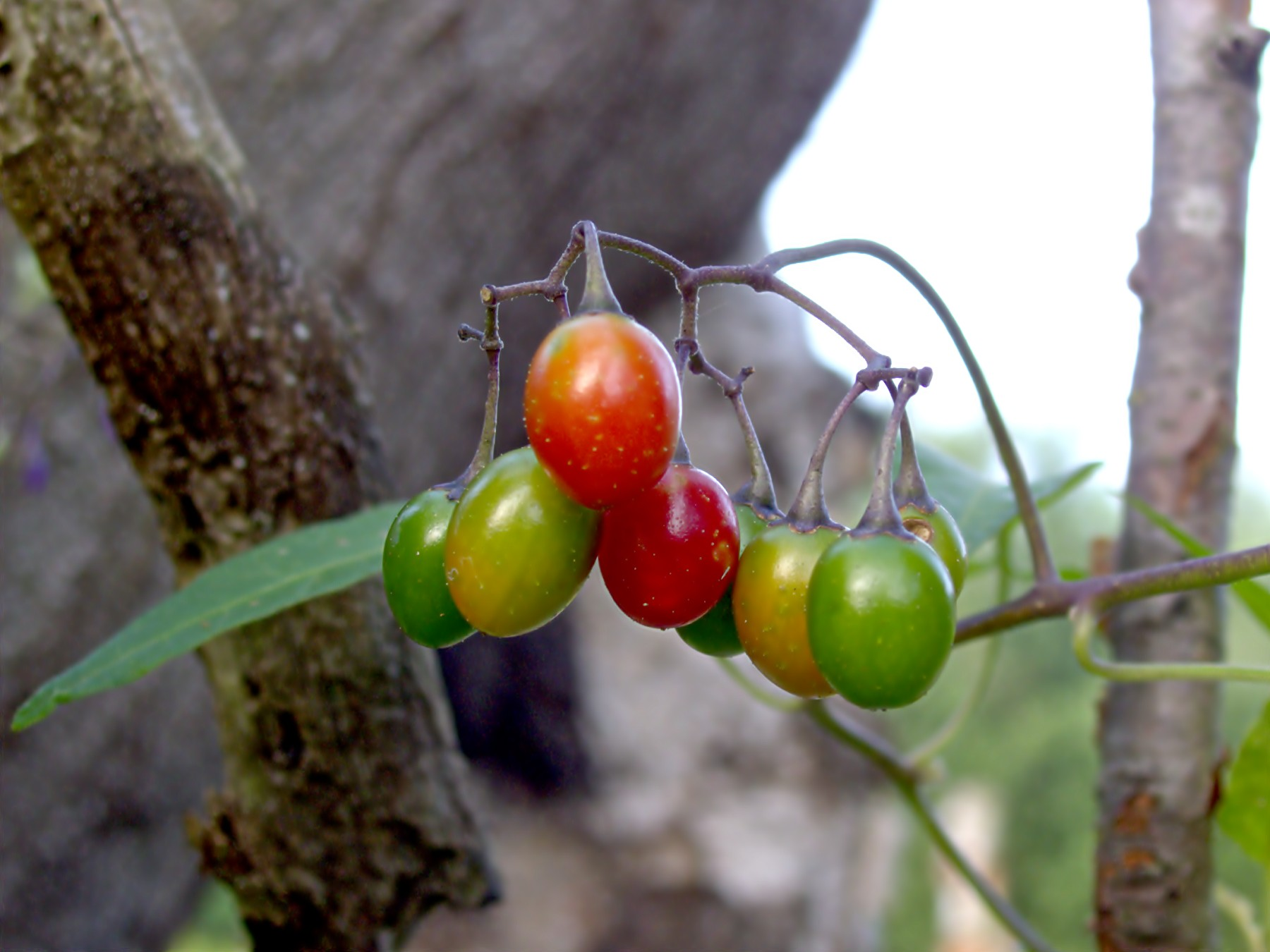